# نایجل مک‌کرری
نایجل مک‌کرری (به انگلیسی: Nigel McCrery؛ ‏ ۳۰ اکتبر ۱۹۵۳ – ۴ فوریهٔ ۲۰۲۵) فیلم‌نامه‌نویس اهل بریتانیا بود. مک‌کرری پس از کار در تعدادی مشاغل پراکنده، در سال ۱۹۷۸ به پلیس ناتینگهام‌شر پیوست. او روی تعدادی پرونده قتل کار کرد و به پزشکی قانونی علاقه‌مند شد اما در اوت ۱۹۸۷ پس از ۱۰ سال این شغل را رها کرد تا در کالج ترینیتی، کمبریج تاریخ مدرن بخواند.
از جمله فیلم‌ها یا مجموعه‌های تلویزیونی که وی در آن‌ها نقش داشته است، می‌توان به ترفندهای نو و شاهد خاموش اشاره نمود.